# Erodium aguilellae
Erodium aguilellae är en näveväxtart som beskrevs av S. López Udias, C. Fabregat och G. Mateo. Erodium aguilellae ingår i släktet skatnävor, och familjen näveväxter. Inga underarter finns listade i Catalogue of Life.